# Mantan Moreland

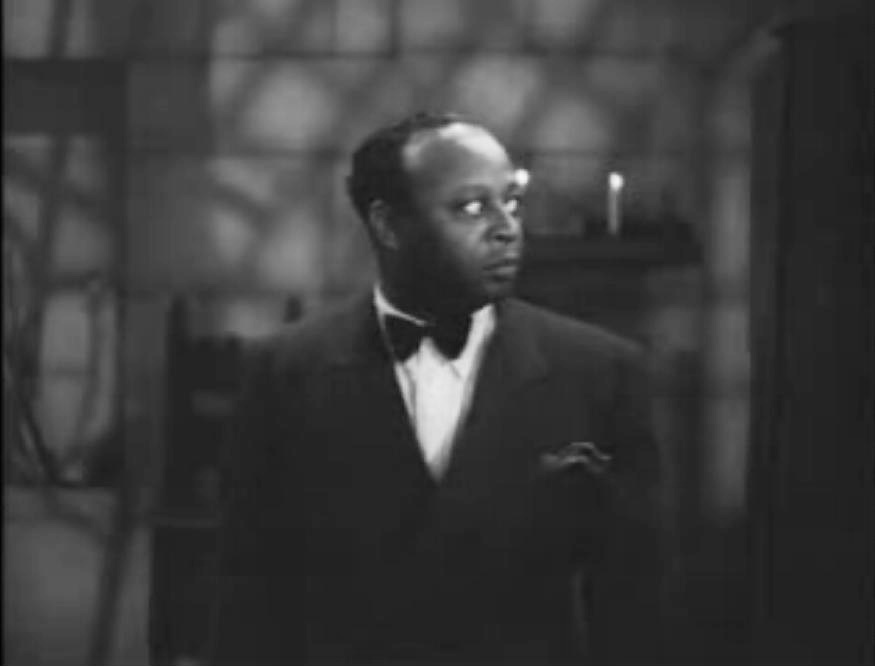
Mantan Moreland in de film King of the Zombies (1941)

Mantan Moreland (Monroe (Louisiana) 3 september 1902 – Hollywood, Californië 28 september 1973) was een Amerikaans acteur en comedian. Hij was vooral populair in de jaren 30 en 40. Als acteur was hij controversieel. Tegenstanders wezen er op dat hij vooral de bange, onzekere Afro-Amerikaan speelde, en daarmee bijdroeg aan de stereotypering van deze groep. Anderen wijzen er op dat dit slechts een deel was van de rollen die Moreland speelde, en dat deze typering geen recht doet aan zijn staat van dienst.

## Verwijzingen
- Mantan Moreland in de Internet Movie Database
- Biografie van Mantan Moreland

- Biblioteca Nacional de España: XX4855397
- Bibliothèque nationale de France: cb15088422v (data)
- International Standard Name Identifier: 0000 0000 7140 8485
- Library of Congress Control Number: n94084156
- MusicBrainz: 27efa265-e476-4f8d-a7e7-49c511c8bdbb
- Nationale Bibliotheek van Israël: 987012384964905171
- SNAC: w6bw5714
- Virtual International Authority File: 39669841
- WorldCat: E39PBJmP3hGjWGj7c8kKhw63Qq